# Hermann Berens

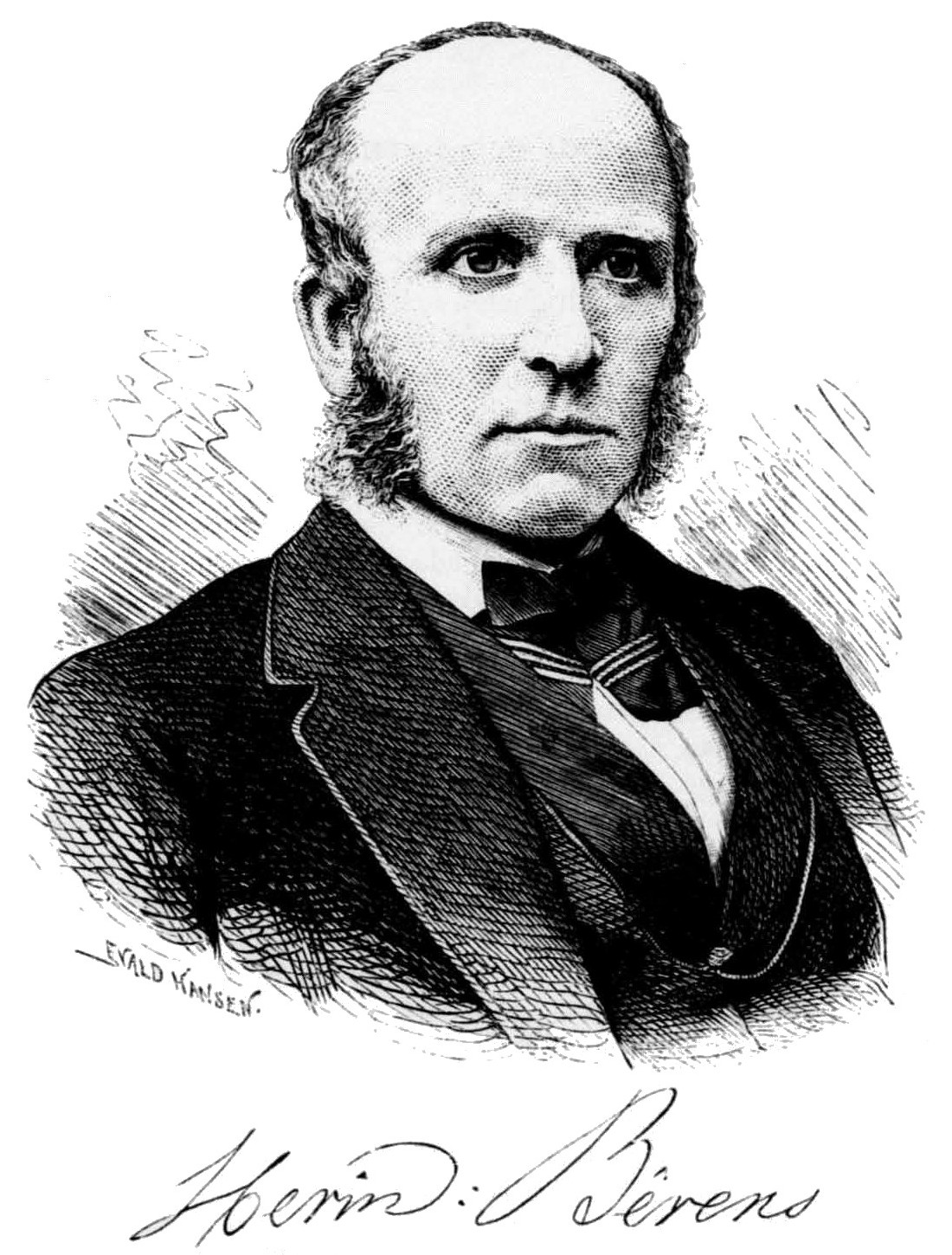
Hermann Berens

Johann Hermann Berens (* 7. April 1826 in Hamburg; † 9. Mai 1880 in Stockholm) war ein deutscher Pianist und Komponist.

## Leben
Berens erhielt seinen ersten Unterricht von seinem Vater Conrad (1801–1857), dem dortigen Militärmusikdirektor, der ein bekannter Flötist und ebenfalls Komponist war. Selbiger war auch Vater des Violinisten Adolph Berens und des Musikverlegers Ernst Berens. Hermann Berens studierte später zwei Jahre lang Komposition bei Carl Gottlieb Reißiger in Dresden, einem ehemaligen Schüler von Antonio Salieri.
Nachdem er 1845 mit der Sängerin Marietta Alboni eine Konzertreise durch Deutschland gemacht hatte, lebte er in Hamburg ausschließlich für das Komponieren. Im Jahr 1847 ging er nach Stockholm, wo er sich durch Begründung von Quartettsoireen eine geachtete Stellung erwarb.
Im Jahre 1849 wurde Berens Musikdirektor in Örebro, 1860 Kapellmeister beim Mindretheater in Stockholm und später Orchesterdirigent des königlichen Theaters sowie zum Professor für Komposition ernannt und ordentliches Mitglied der Akademie daselbst. Er starb in Stockholm am 9. Mai 1880.
Berens hat in allen Gattungen der Komposition Anerkennenswertes geleistet, besonders aber auf dramatischem Gebiet, wie dies seine in Stockholm mit Beifall aufgeführten Opern (Violetta) und seine drei Operetten (Der Sommernachtstraum, Lully und Quinault und Riccardo) beweisen. Auch schrieb er eine Bühnenmusik zu Kodros.
Von Bedeutung sind Berens’ Streichtrios Op. 85 Nr. 1–3. Insbesondere das hochdramatische Streichtrio Nr. 2 in c-Moll (mit seinen vier Sätzen Allegro agitato, Andante con moto, Allegro patetico und dem Finale: Allegro vivace) gibt Aufschluss über die Schaffenskraft des Komponisten.
Hervorzuheben ist darüber hinaus Berens’ pädagogische Klaviermusik, darunter die Pflege der linken Hand op. 89 mit über 70 Etüden. Auch hinterließ er zahlreiche Sololieder und einige Orgelwerke.

## Werke (Auswahl)
- op. 3 – 6 Etudes enfantines, Hamburg: Schuberth, 1848
  - 1) Pour la main droite
  - 2) Pour la main gauche
  - 3) La note répétée
- op. 11 – Amusement pour la Jeunesse. 3 Rondeaux faciles; Hamburg: Schuberth, 1849
- op. 32 – Der kleine Salon-Spieler. 8 instr. Kompositionen, Hamburg: Schuberth, 1860
  - 1) Präludium
  - 2) Romanze
  - 3) Schweizerklänge
  - 4) Rondino
  - 5) Parademarsch
  - 6) Der kleine Savoyarde
  - 7) Lied ohne Worte
  - 8) Allegro, variirt
- op. 81 – Sechs Kindersonaten; Hamburg: Cranz, 1869
- op. 85 – Streichtrios Nr. 1–3